# Акциона терапија
Акциона терапија је процедура третмана и стратегија интервенције базиране на директним алтернацијама понашања или савладавања препрека које воде промени. Појам „акционе терапије” често се користи како би се учинила дисфункционалном тзв. информална терапија. Оријентисана је према помагању клијентима да стекну сазнања и увид у друге форме самоспознаје али и понашања.